# Pablo Pineda

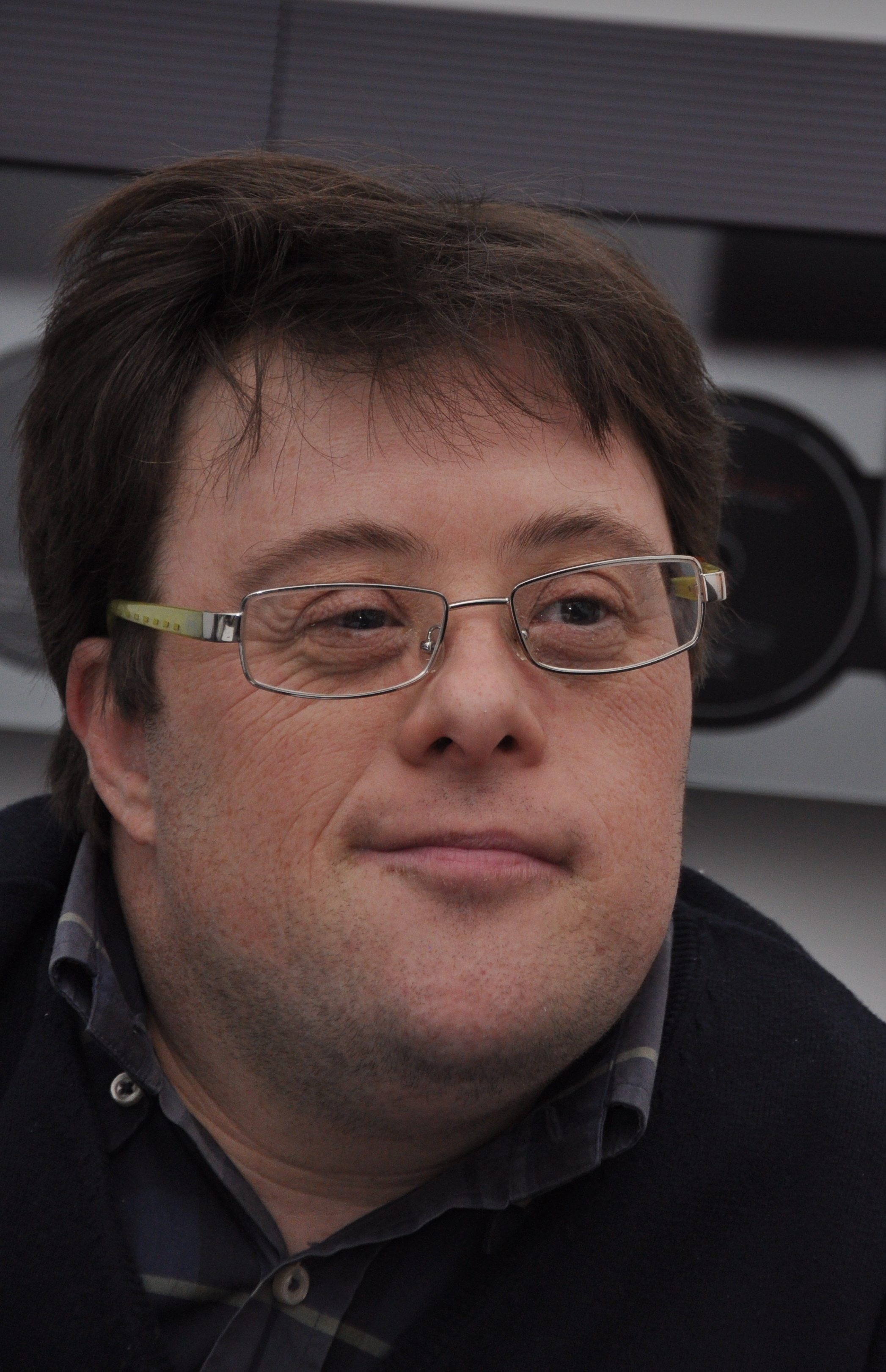
Pablo Pineda

Pablo Pineda Ferrer (* 5. August 1974 in Málaga) ist ein spanischer Lehrer (Pädagogische Psychologie), Schauspieler, Autor und der erste Europäer mit Down-Syndrom, der einen Universitätsabschluss erlangte.

## Leben und Ausbildung
Pineda wurde als jüngster von drei Brüdern geboren. Er lernte schon mit vier Jahren Lesen und erfuhr erst mit sieben Jahren durch Miguel-López Melero von der Universität Málaga von seinem Down-Syndrom. Melero und seine Frau setzten sich sehr für Pinedas Ausbildung und Förderung ein. Sein Mentor empfahl ihm später ein Lehramtsstudium, das Pineda 1995 begann und vier Jahre später erfolgreich abschloss. Anschließend begann er ein Psychologie-Studium. Ab März 2009 war er an einer Schule in Córdoba tätig. Seit 2010 hält Pineda weltweit Vorträge für die Fundacion Adecco, die sich für die Integration Behinderter einsetzt. Im Herbst 2013 moderierte er die Sendung Piensa en positivo (deutsch: Denk positiv) im zweiten Programm des spanischen Fernsehens, La 2.

## Film
Im Film Me too – Wer will schon normal sein? (Yó, también) spielt Pineda in der Rolle des Daniel seine frei erzählte Lebensgeschichte im Kampf um Normalität. Für seine schauspielerische Leistung wurde er beim Filmfestival von San Sebastian 2009 als bester Schauspieler mit der Silbernen Muschel ausgezeichnet.
In dem Film Alphabet wird er von Erwin Wagenhofer als einer der Protagonisten vorgestellt, die zeigen, dass das vorhandene Schulsystem ein einseitiges Menschenbild hat, welches durch Konkurrenz, Auslese und Gehorsam geprägt ist. Für ihn ist das das Konzept der Angst. Er möchte durch seine Mitarbeit an diesem Film für das „Konzept der Liebe“ werben.

## Engagement
Schon 1991 gründete Pineda das Projekt Roma zur gezielten Förderung von Kindern mit Down-Syndrom mit entsprechend entwickelten Lehrplänen.

## Zitate
„Es ist keine Krankheit! Es ist eine Kondition, ein Zustand. So wie der eine blond ist, habe ich eben das Down-Syndrom.“

„Aber nicht aus moralischen Gründen, sondern aus Gründen der Erfahrung. Es sind harte Erfahrungen, aber extrem bereichernde, die man durch eine Abtreibung eines behinderten Kindes niemals erleben würde. Eltern mit Kindern, die „anders“ sind, verbessern sich auch als Eltern. Sie werden toleranter und solidarischer. Das ist doch eine Chance, die man nützen sollte. Die Auswahl des Kindes à la carte ist nicht gut. Denn schlussendlich wählen wir das Perfekte. Und wenn dann alle gleich sind, sind wir um vieles ärmer. Auch Blumen sind verschieden, und alle sind schön. Der Drang zur sozialen Homogenisierung ist ein Übel der Gesellschaft. Wenn alle gleich denken, gleich aussehen, alle „uniform“ sind, dann ist das Faschismus.“

„Für mich gibt es zwei Konzepte: Das Konzept der Angst und das Konzept der Liebe. Und wenn wir bis jetzt mit dem Konzept der Angst gelebt haben, wird es Zeit, dieses zu verlassen.“

„Das größte Manko der Gesellschaft ist, das Anderssein nicht verstehen zu können.“

## Auf Deutsch erschienene Werke
- Herausforderung Lernen: Ein Plädoyer für die Vielfalt. 2014.
- Ratschläge für Eltern von Kindern mit Trisomie 21. 2017.